# 三井E&S
三井E&S控股（日语：株式会社三井E&Sホールディングス）是日本的一家重工业公司，隶属于三井集团。

## 历史
原为1917年（大正6年）11月成立的三井物产的造船部，1937年独立成为公司，即玉造船所，1942年改名三井造船（日语：三井造船株式会社）。2013年，三井造船尝试与川崎重工业务合作，未果。2018年4月1日改现名，名字中的E和S分别代表“Engineering”和“Shipbuilding”。
它的造船量曾经在日本仅次于三菱重工，但2020年3月因在与中韩船舶企业竞争中连年亏损，宣布将关闭其千叶工厂，将造船业务整合到玉野工厂以及和中国合资的扬子三井造船。2021年3月千叶工厂正式结业。同月29日将玉野工场的业务卖给三菱重工。4月将商船业务及新潟造船、三井由良船坞、扬子三井造船卖给常石造船。11月25日出售四国船厂，并宣布将来会彻底退出造船业。